# Marmaroxylon
Marmaroxylon là một chi thực vật có hoa trong họ Đậu.